# Valgaš
Valgaš byl perský velkokrál z rodu Sásánovců vládnoucí v letech 484–488. Jeho otcem byl král Jazdkart II. (vládl 439–457), bratry králové Hormizd III. a Péróz I.
Valgaš přebíral vládu v zemi za mimořádně svízelných podmínek, způsobených porážkou krále Péróze I. ve válce s Hefthality. Zdá se, že to byl panovník spíše slabý, stojící pod silným vlivem perských velmožských rodin. K nejdůležitějším opatřením jeho vlády patřilo uzavření míru s Hefthality, jimž Peršané museli od nynějška platit tribut, a vyhlášení náboženské tolerance vůči arménským křesťanům.
Hlavní osobou u dvora byl v této době Zarmihr z rodu Kárů, známější pod jménem Sóchrá, který měl hodnost místokrále v Sístánu. Druhým vlivným předákem byl Šápúr z rodu Mihránů ovládající oblast kolem města Raj. Mezi těmito muži panovala značná osobní rivalita a neklidnou situaci v zemi ještě umocňovaly mocenské aspirace synů krále Péróze, Kaváda a Zaréa.
Valgaš se udržel na trůně do roku 488 a není jasné, zda zemřel přirozenou smrtí, či byl svržen při převratu organizovaném princem Kavádem a podporovaném Hefthality a Sóchrou.